# Mats Rehnman

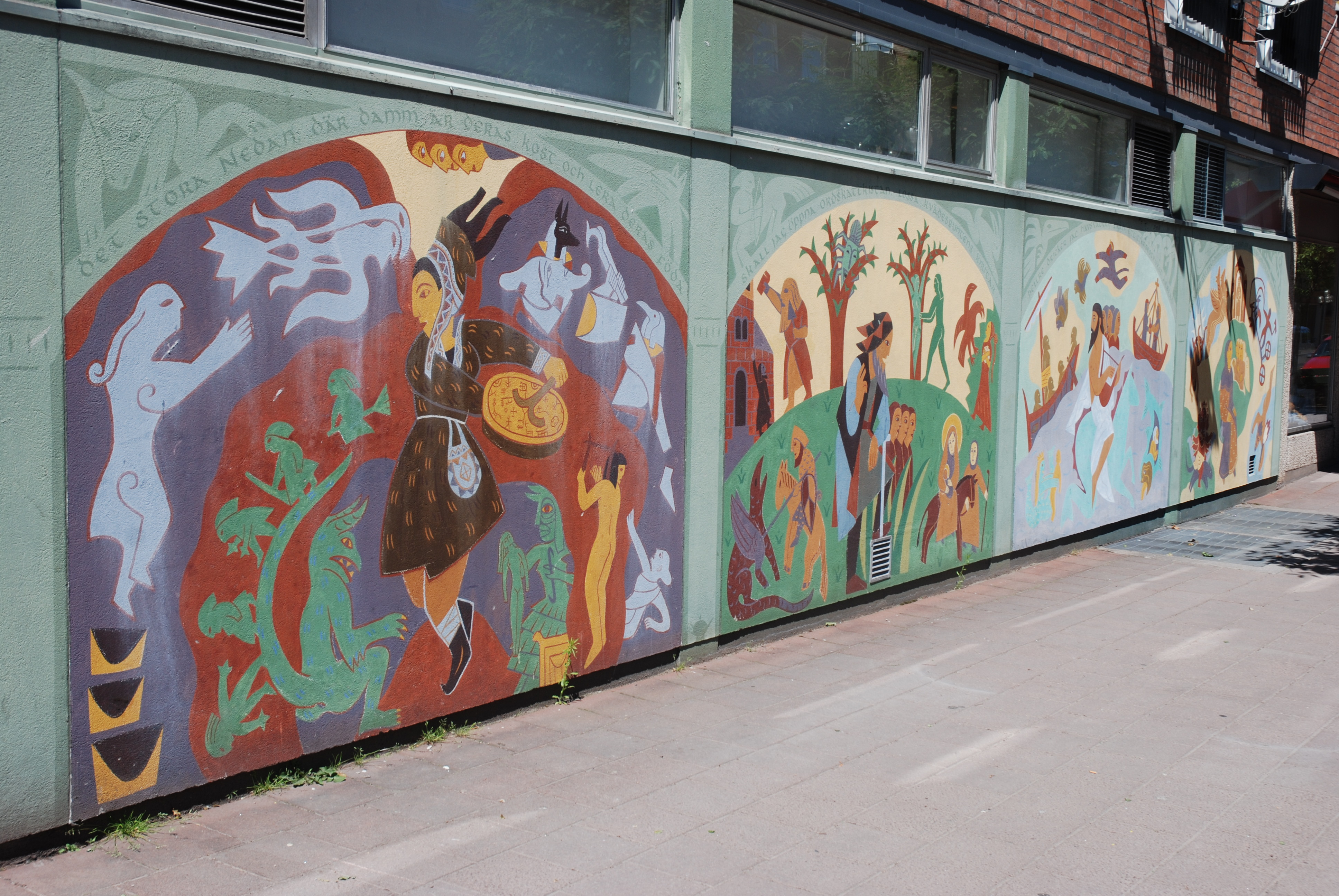
Berättarväggen i Ljungby.

Mats Rehnman, född 18 juli 1954, är en svensk författare och målare.
Mats Rehnman utbildade sig i måleri på Konstfack i Stockholm fram till 1985.